# Lokrum
Lokrum is een eiland gelegen in de Adriatische Zee bij de middeleeuwse Dalmatische (Kroatië) vestingstad Dubrovnik. Het eiland ligt 10 minuten varen verwijderd van Dubrovnik.

## Natuurgebied
Lokrum is een veelbezocht eiland voor excursies. Tevens is dit eiland gedoopt tot natuurgebied en het wordt beschermd door de Kroatische Academie van Wetenschappen en Kunsten. Op Lokrum bevindt zich een botanische tuin met tropische en subtropische vegetatie.

### Koninklijk fort
Een koninklijk fort ligt op het hoogste punt van het eiland en is gebouwd door het Franse leger in 1806. Vanaf dit fort heeft men uitzicht op Dubrovnik, Cavtat en Lokrum zelf.

### Benedictijns klooster
Tevens ligt hier een oud Benedictijns klooster en is gerenoveerd in de 19e eeuw naar het Maximiliam paleis van Habsburg wat nu een café en restaurant is.

### Mrtvo meer
Er ligt een klein meer (Mrtvo meer) op het eiland dat in verbinding staat met de zee. Lokrum heeft rotsachtige stranden met daaromheen pijnbomen.